# Ted van de Pavert
Ted van de Pavert (Doetinchem, 6 gennaio 1992) è un ex calciatore olandese, di ruolo difensore.

## Carriera
Debutta il 27 ottobre 2009 in Coppa d'Olanda nella vittoria per 1-0 contro lo Zwolle, partita finita ai supplementari dopo il gol al 97' di Tim Keurntjes.
Debutta in campionato il 18 dicembre 2010 nella sconfitta per 4-0 contro l'Heerenveen subentrando all 89' al posto di Leon Broekhof.
Debutta dal primo minuto il 7 agosto 2011 dove fa anche il suo primo ed anche unico gol del match nella sconfitta in casa per 1-4 contro l'Ajax su assist di Sjoerd Overgoor.
Riceve il suo primo cartellino rosso al 58' nella partita del 17 settembre 2011 contro il Feyenoord, la squadra ha perso per 4-0.

## Palmarès

### Club

#### Competizioni nazionali
- Eerste Divisie: 1

De Graafschap: 2009-2010